# میدان نفتی
میدان نفتی (به انگلیسی: Oil field) به محدوده یا ناحیه‌ای جغرافیایی گفته می‌شود که در آن بتوان چاه‌های متعدد نفت را بر روی مخازن یا میدان‌های نفتی حفر کرد و از آن نفت خام استخراج نمود. هرکدام از میدان‌های نفتی در یک مجموعهٔ زمین‌شناسی مستقل و معین از لحاظ رسوبی و محیطی قرار دارند. حدود ۷۵ درصد از کل منابع نفت موجود جهان در خاورمیانه قراردارد.میدان نفتی می تواند بین دو کشور مشترک باشد